# Stor-Mytingen
Stor-Mytingen är en sjö i Ljusdals kommun i Hälsingland och ingår i Ljusnans huvudavrinningsområde.